# Hedvig Taube
Hedvig Ulrika Taube, född 31 oktober 1714, död 11 februari 1744 i Stockholm, var en svensk hovfröken och grevinna, som 1741 blev tysk-romersk riksgrevinna och 1742 svensk grevinna med namnet von Hessenstein. Hon hade från 1731 till sin död 1744 ett förhållande med kung Fredrik I, och anses vara den första officiella mätressen i Sveriges historia. Förbindelsen väckte mycket kritik och hon har kallats "Riksförargelsen".

## Biografi

### Bakgrund
Hedvig Taube var dotter till Edvard Didrik Taube och Christina Maria Falkenberg samt sondotter till Evert Fredrik Taube. Hon hade åtta syskon, bland dem Cathérine Charlotte De la Gardie. Hennes syster Christina Beata blev vid sitt dop 1716 guddotter till den blivande Fredrik I. Genom dåliga affärer och spelberoende var hennes far år 1730 djupt skuldtyngd. Familjen hade till exempel fått flytta från det Bååt-Stenbockska palatset som varit deras bostad i Stockholm. Under 1730 ska Fredrik I ha lagt märke till Hedvig Taube i sällskapslivet och blivit förälskad i henne. Han ska ha mött henne hos Otto Reinhold Strömfelt, vars fru var hennes faster. Han började sedan uppvakta henne med korgar och paket med presenter, ofta fruktorgar med juveler dolda i bottnen, som sändes till hennes skuldtyngda fars hus. Kungen ska förgäves ha försökt övertala Arvid Horn att låta Hedvig Taube flytta in hos honom för att göra det möjligt att inleda ett förhållande med henne. Uppvaktningen blev snabbt föremål för skvaller. Redan under riksdagen ska prästerskapet ha övervägt att förebrå kungen för att han offentligt uppvaktade Taube, men Arvid Horn hindrade dem genom att själv påpeka saken för kungen.
Kungens gunstling Erland Broman ska ha övertalat hennes far att ge sitt samtycke till förbindelsen, men modern och Hedvig Taube själv var initialt avvisande. Modern försökte få faderns tillstånd att ta med Hedvig till landet för att undvika kungens uppvaktning, men fadern "sålde sin dotter till kungen för en nog så dryg penningsumma. Hans gäld betalades och befordringar för hans söner och släkt betingades", och skickade modern ensam till familjens gård Kungshatt på landet. Fadern ska tidigt ha sett kungens intresse som ett sätt att betala sina skulder och främja sin egen karriär. Hedvig Taube ska ha varit förlovad med  Erik Sparre, som dock skaffades ur vägen genom att få ingå i det följe som åtföljde kungen under hans resa till Kassel under 1731. Daniel Niklas von Höpkens maka samt grevinnan Hedvig Catharina Lillie ska snart ha övertalat modern att ge efter. På faderns uppmaning talade Hedvig Taubes faster Beata Taube med henne för att övertala henne, och även personer från hovet, som Carl Tersmeden, som höll ett tal till henne. Man framhöll bland annat hennes plikt mot sin familj, och seden med mätresser i Frankrike, där kungliga älskarinnor hade en plats vid hovet.
I sällskap med sin mor och faster fick Hedvig Taube närvara vid festligheterna under kungens återkomst från Hessen 12 november 1731. Hon utnämndes till tjänsten som hovfröken hos drottning Ulrika Eleonora 5 januari 1732, vilket i realiteten – även om det inte sades i klartext – innebar att bli kungens älskarinna. Då Taube fördes till slottet ska hon ha sagt: "Mitt öde är hårdare än jag kan bära. Jag tvingas exponera min heder för att sauvera en genom skulder ruinerad familj."
Hennes far belönades för sitt samtycke och upphöjdes till riksråd och greve. Även övriga som deltagit i övertalningen belönades med titlar och ämbeten. Erland Broman fick vid denna tid sin post som kammarherre.

### Hovfröken

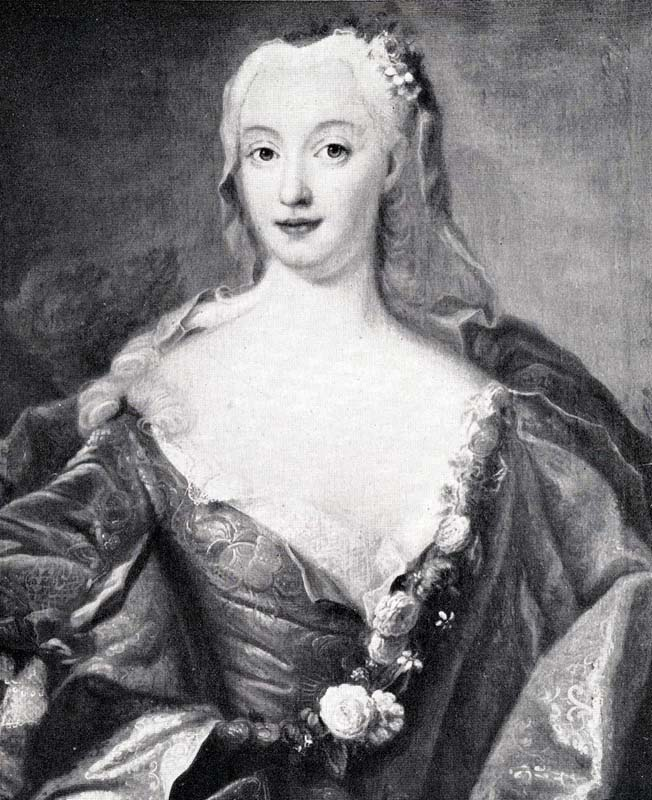
Hedvig Taube av Lorens Pasch.

Enligt vissa uppgifter ska Emerentia von Düben ha sett till att Ulrika Eleonora hölls ovetande om arrangemanget till en början. Förhållandet var hemligt under den tid hon levde som hovfröken vid hovet. Under sin tid som hovfröken behandlades hon vänligt av drottning Ulrika Eleonora, som inte ville låtsas om ryktet och offentligt promenerade med henne hand i hand för att motsäga ryktet, i enlighet med sin inställning att försvara kungens rykte. Detta skedde under den stora jaktresa hovet företog upp till Dalarna och tillbaka för att fira kungens bror Wilhelm av Hessen, som följt honom tillbaka från Hessen: Ulrika Eleonora ska då ha varit noga med att demonstrera vänlighet mot Taube då de sågs tillsammans av allmänheten, där en viss motvilja märktes mot kungen för den ryktade förbindelsen. Vid detta tillfälle ska också kungens bror Wilhelm ha uppvaktat hovfröken Henrika Juliana von Liewen.
Under sin tid som hovfröken och hemlig älskarinna bekostade Fredrik sina presenter till henne genom sin hessiska statskassa. Hon kallades vid denna tid la belle colombe och uppfattades som ett tillfälligt tidsfördriv i hovkretsarna. På sin familjs önskan framförde hon förslag på kandidater till olika ämbeten, och när Gyllengrip utnämndes till landshövding i Norrland, skylldes detta på Hedvig Taube. Hon stöddes av Daniel Niklas von Höpken och Karl Gyllenborg och von Fersen med anhängare, som därigenom ville vinna fördelar.
Vintern 1733–1734 var Hedvig Taube gravid för första gången. Hon fick stöd av von Höpkens parti, som lovade henne att hon skulle tas om hand. Efter att i flera veckor ha legat till sängs i simulerad sjukdom förhindrades en upptäckt av hennes tillstånd när kungen fick drottningen att med sitt hov resa ut till Ulriksdals slott i februari. Medan drottningen och hovet var på Karlberg födde Hedvig Taube sitt första barn på kungliga slottet. Barnet, "Mamsell Erlich", fördes snabbt bort till en fostermor, "en kaptensänka" på Prästgatan, och Hedvig Taube fortsatte officiellt att vara hovfröken. Födelsen var dock vida omtalad i Stockholm.
Hon uppvaktades av Frankrikes ambassadör Casteja, som på kommerserådet von Törnes förslag erbjöd henne 100.000 livres mot att hon gjorde kungen vänligt stämd mot franska intressen. Casteja var känd för sitt sätt att värva kvinnliga agenter i Sverige och utnyttja det faktum att adelskvinnor under frihetstidens partistrider började delta i politiken. Hedvig Taube tackade dock nej och avvisade förslaget. Trots att hon utnyttjades av sin familj och dess parti för att föreslå ämbetskandidater för kungen, ska hon vid denna tid inte ha haft något intresse för politik.

### Mätress

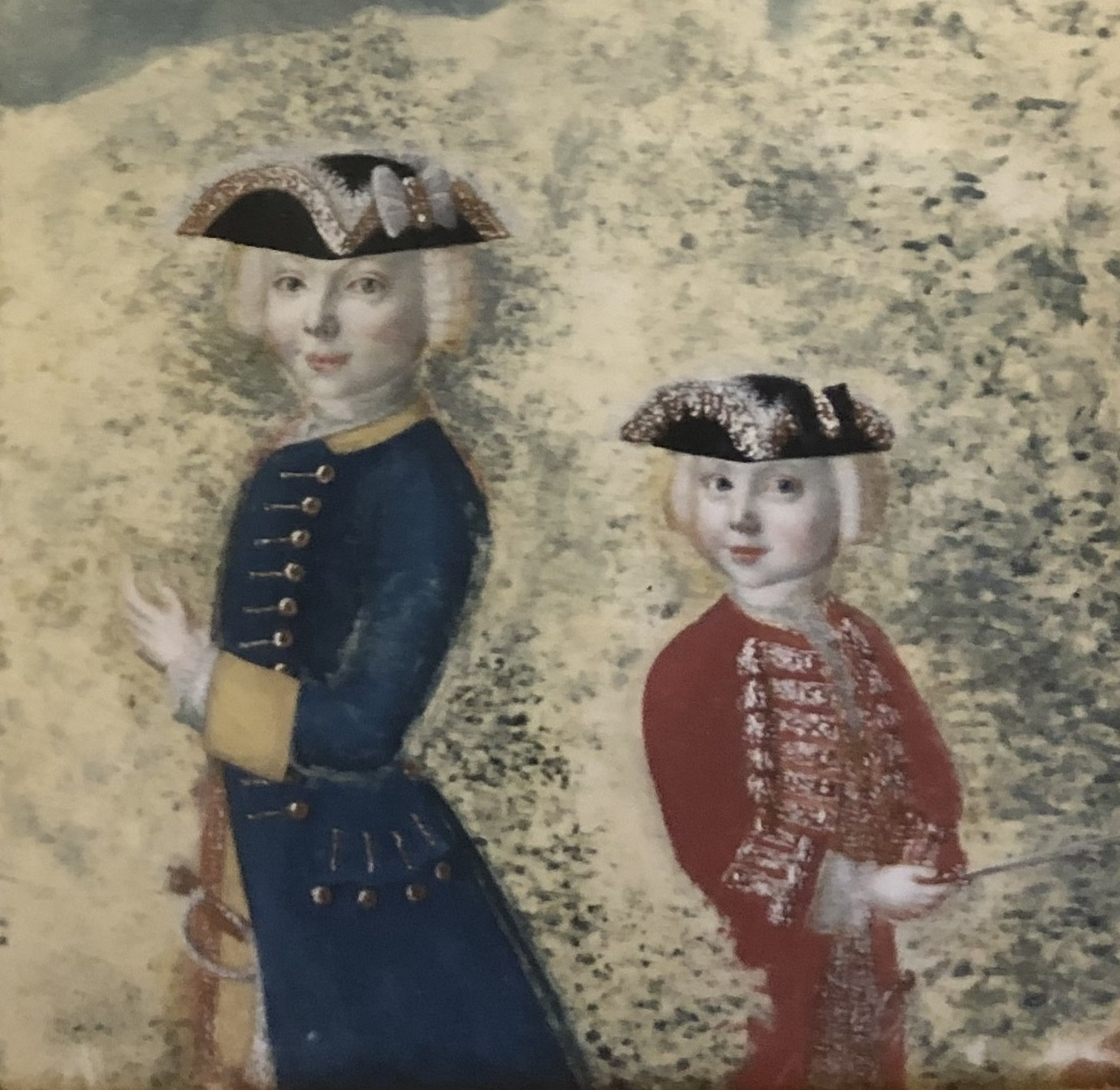
Sönerna.

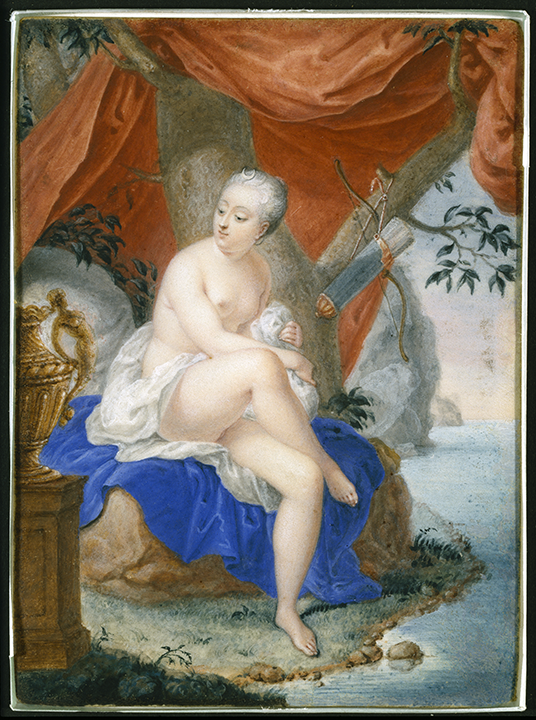
Hedvig Taube utklädd till gudinnan Diana, målning av Gustaf Torshell.

År 1734 blev förbindelsen mellan kungen och Hedvig Taube officiellt erkänd, och hon blev därmed Sveriges första mätress. Orsaken var att hon hade blivit gravid för andra gången. Denna gång doldes inte graviditeten, utan Hedvig Taube lämnade sin tjänst som hovfröken i slutet av 1734. Mellan 1734 och 1744 var hon kung Fredriks hålldam, och betraktad som Sveriges enda egentliga mätress.
Bostad ordnades åt Hedvig Taube i Östra Gymnasiehuset intill Wrangelska palatset, där kungaparet residerade innan nya Stockholms slott var inflyttningsklart. Under denna tid var det inte socialt accepterat för en ogift kvinna att ha en egen bostad. Huset, som hyrdes ut av "överstinnan Posse", var dock uppdelat i två bostäder, och den andra halvan var fram till året därpå bostad åt hennes faster friherrinnan Hedvig Johanna Mörner och dennas make.
Den första sonens födelse i hennes egen bostad 17 mars 1735 gjorde att förhållandet med kungen inte kunde döljas. Offentliggörandet av förhållandet resulterade i öppen skandal, och Taube blev till en början utsatt för social bojkott i societeten. Bojkotten upphävdes då en grupp adelskvinnor under ledning av Sara Wright besökte henne för att genom henne påverka kungen. Ulrika Eleonora uttryckte missnöje inför Emerentia von Düben, som emellertid rådde henne att aldrig öppet visa något missnöje. Düben framhöll att Ulrika Eleonora var den borna drottningen och oåtkomlig för anfall underifrån: "Liksom månen går sin bana fram på himmlen och intet aktar på hundgläfs, så borde också Hennes Maj:t ringakta det skvaller, som uppstått med anledning av denna högst beklagliga och förblindade förbindelse." 
Efter födelsen ska relationen till kungen ha fördjupats, och han kallade henne inte längre la belle colombe eller Hedda utan mer respektfullt som la comtesse Taube. Deras son fick kungens bror Wilhem till fadder och löfte om titeln greve av Hessen, medan Hedvig Taube själv försörjdes av kungen genom hans inkomster från den hessiska statskassan, där kungen samtidigt var regerande lantgreve. Hennes bror Didrik Henrik blev 1735 skeppskapten och året därpå kompanichef, och hennes andre bror blev 1737 kaptenlöjtnant och skeppskapten, båda vid en ålder då de normalt aldrig skulle ha uppnått en sådan grad, något som antas ha berott på Hedvig Taube.
Hedvig Taube höll nu sina egna mottagningar i sin bostad, där kungen regelbundet besökte henne i bärstol. Hon tog ibland emot sina gäster ensam, och ibland tillsammans med kungen, som kunde komma oannonserat, varvid gästerna fick vänta i förrummen. Hon gynnade Olof Dahlin, som har betraktats som hennes hovpoet. Enligt samtiden hade hon makt över "konungens sinne", och "Det bruk hon däraf gjorde hade sedermera ganska stora följder så i anseende till in- och utrikes angelägenheter".  Hennes politiska inflytande ska enligt Nolcken i realiteten mest ha bestått i att ha rekommenderat personer till utnämningar för kungen, något hennes far ofta utnyttjade. På grund av sitt inflytande uppvaktades hon av supplikanter. Hennes mottagningar blev en samlingspunkt för Hattarna och oppositionen mot Arvid Horn, som efter riksdagen 1734 genom henne försökte påverka kungen. Själv ska hon dock ha varit välvilligt inställd till Horn. Kungen försörjde inte Hedvig Taube genom sina inkomster som svensk kung, utan genom sina inkomster från Hessen, där han också var regerande monark som lantgreve, och hennes underhåll på 12.000 dlr gjorde henne impopulär i Hessen hos kungens bror och regent Wilhelm. Efter fyra år flyttade hon till en ny bostad, Kochenska huset, där hon levde med sina systrar Katarina Charlotta och Wilhelmina Magdalena och en tjänarstab på 10 personer.

#### Riksdagen 1738-39
Riksdagen 1738–1739 innebar den första offentliga krisen kring kungens förhållande med Hedvig Taube. Vid denna tidpunkt hade Hattarna kring Karl Gyllenborg dragit tillbaka sitt stöd till Hedvig Taube. De franskstödda Hattarna var missnöjda med Mössornas regering under Arvid Horn, och trots alla försök hade Hedvig Taube aldrig låtit sig värvas av deras företrädare till att påverka kungen för deras räkning. Gyllenborgs komedi Svenska sprätthöken på Stora Bollhuset hade kritiserat styret, och inför riksdagen 1738 inbjöds drottningen till en privat teaterföreställning hos den hattpolitiska salongsvärden Hedvig Catharina Lillie för att fira kungens födelsedag: Ulrika Eleonora uteblev sedan hon fått reda på att pjäsen handlade om kungens förhållande med Hedvig Taube, men den väckte uppmärksamhet och sympati för hattarna, som då motsatte sig förhållandet. Brev sändes till prästeståndets företrädare inför den kommande riksdagen i klagomål över förhållandet, varav ett, undertecknat "Lisa Husbonde", sändes av Karl Gyllenborg till ärkebiskop Jöns Steuchius och anklagade denne för att i strid med bibeln inte klaga på förhållandet. Pamfletter och skrifter cirkulerade också bland allmänheten där hattarna använde förhållandet i propagandan mot regeringen.
När hattpartisten Carl Gustaf Tessin, känd för sitt ogillande av förbindelsen, föreslogs som lantmarskalk vid riksdagen, protesterade kungaparet förgäves i fruktan för att förbindelsen skulle tas upp. Ulrika Eleonora, ska genom informella kanaler ha gjort klart att hon ogillade utnämningen. Demonstrationer förekom då mot hovet, och saken lugnade inte ned sig förrän kungaparet försäkrade att de inte velat påverka riksdagen och Tessin fick kyssa drottningens bara hand.  Hedvig Taube ska under riksdagen ha använt sig av mutor för att skydda sig mot att saken togs upp i riksdagen.  Under riksdagen drevs en process mot Hedvig Taubes far, som avsattes som riksråd sedan Sten Coyet tagit upp hans dotters förhållande till kungen. 
Förbindelsen togs också upp av en representant ur prästerskapet, Fryxell från Sunne i Värmland. Prästeståndet tog upp Fredrik I:s kungaförsäkran, där han hade lovat att: "älska, ära och i vördnad hålla min högtälskeliga gemål, den stormäktigsta furstinna Ulrika Eleonora [...] så förklarar jag ständerna alldeles skola vara fria från deras huld- och trohetsed, i fall jag å min sida skulle hava överträtt den ed och försäkring." 
Ärkebiskop Steuchius hade redan haft ett enskild samtal med Ulrika Eleonora där hon beklagat sig över förbindelsen och hennes besvikelse på familjen Taube. Han hade också haft ett enskilt samtal med kungen. En delegation bestående av biskop Erik Benzelius och superintendent Aurvillius sändes den andra april 1739 till överhovpredikant Stiernman, som hade ansvar för kungen och Hedvig Taube. Stiernman förnekade att någon hemlig vigsel hade ägt rum, att han var ovetande om något barn, att hon varit smal såvitt han kunnat se då hon ryktats vara gravid och att hon då han tagit upp ämnet endast sagt: "Det sägs som mycket, som ej är sant."   Inofficiellt ska han dock ha uppgett att hon bekänt att hon hade barn och att deras far var kungen, men att han inte kunde  yppa vad hon sagt under bikt och inte kunde neka att tro den som sade sig känna ånger och vilja bättra sig. Dagen därpå besökte delegationen kungen. Officiellt ska han ha sagt att han inte kunde göra det gjorda ogjort och att han inte var den enda med utomäktenskapliga barn, men lovade att inte synda mer: samma sak ska han ha sagt till biskop Schröder, som besökte honom i samma ämne ungefär samtidigt. Inofficiellt svarade han skarpt att han den som var utan synd fick kasta första stenen, pekade på biskopens dotter Greta Benzelia, som var föremål för en skandal, och påpekade att dennes eget familjeliv inte var fläckfritt nog att tillåta honom kritisera andra; förklarade att han ämnade försvara Hedvig Taube, att hans förbindelse med henne var mellan honom själv och Gud och att hans löfte som kung inte hade något med hans privatliv att göra.
Under april 1739 begärde kungen inofficiellt tillstånd att få resa till Hessen. Det ryktades att han planerade att stanna där med Hedvig Taube om han fick tillstånd. Han framlade dock aldrig en officiell ansökan. Samtidigt förekom rykten om att drottningens anhängare, om kungen reste till Hessen och Ulrika Eleonora stannade i Sverige som regent, planerade att lägga fram bevis för henne att kungen i hemlighet hade gift sig med Taube. De väntade sig då att drottningen skulle anse sitt äktenskap upplöst och gå med på en statskupp där hon själv återtog sin tron. 
Vid denna tidpunkt observerades också ett större missnöje hos Ulrika Eleonora. Fram till detta år hade hon av hänsyn till sin uppfattning om kungatronens rykte aldrig klagat över kungens otrohet. Under Riksdagen 1738-39 däremot inträdde en förändring. Det observerades att hon, som visade medlidande med de övriga som avsatts från sina ämbeten under riksdagen, endast log då man visade oro över Hedvig Taubes far. När hovfröken Sigrid Bondes bröllop firades vid hovet, uteslöts familjerna Taube, Gylleborg och Sparre från inbjudan, och då Karl Sparre under audiensen för de nya riksråden enligt sed skulle kyssa hennes kjolfåll, drog hon sig demonstrativt tillbaka. Riksdagen avslutades med att hattarna kunde bilda regering. Det gick också rykten i omlopp om att hattarna använde sig av Hedvig Taube som ett påtryckningsmedel på kungen genom att avstå från att attackera henne i utbyte mot hans samarbetsvilja. Vid samma tidpunkt inköptes stora godskomplex i Holstein: Panker, Todendorf, Clamp, Hohenfelde, Vogelsdorf och Schmoll, till Hedvig Taubes söner för hessiska pengar och med Erland Brooman som ombud.
Hattarnas regering stod allierat med Frankrike mot Ryssland. Storbritannien, som stödde Mössorna, trodde sig kunna räkna med kungens sympati för att återinsätta en mössregering. När kungens bror Wilhelm gifte sig med en brittisk prinsessa, erbjöds Hessen brittiska subsidier, något kungen i egenskap av lantgreve av Hessen tackade ja till. Detta resulterade i missnöje från Hattarna, som såg den svensk-franska alliansen undermineras av den brittisk-hessiska. Det gjorde också att kungen från flera håll ombads göra sig av med Hedvig Taube. Storbritannien och mössorna var övertygade om att kungen skulle stödja en mössregering om Taube, Hattarnas påtryckningsmedel, avlägsnades. Storbritanniens allierade, Hessen, som också var hans andra land, regerades av hans bror Wilhelm, som ska ha fruktat att kungen i hemlighet hade gift sig med Taube, eller skulle göra det vid drottningens död, och därför ville avlägsna henne från kungens närhet för att inte hennes söner skulle legitimeras och hota Wilhelms egen ställning som tronarvinge i Hessen.
Sommaren 1740 sändes Taubes söner till sina gods i Holstein, och det förväntades att hon skulle följa efter dem. Hedvig Taube vägrade först att resa, men övertalades av Hessens president Danckelmann, som hotade henne med förlust av hennes hessiska pension. Karl Gyllenborg och Karl Sparre försökte förgäves övertala henne att stanna. Hon fortsatte dock inte till sina söner i Tyskland, utan stannade på gården Östermalma utanför Nyköping hos sin svåger greve Wolter Reinhold Stackelberg. Under riksdagen 1740–1741 uppkom en god situation för Hattarna att anfalla Ryssland med stöd av Frankrike. Genom att visa sitt stöd för kungens återupptagna förbindelse med Hedvig Taube lyckades Hattarna få kungens stöd för krig med Ryssland 1741, trots att drottningen var emot kriget. Därefter gav sig kungen med hattarnas stöd iväg på jaktresa till Nyköping, där han försonade sig med Taube och visade henne ett dokument, där deras söner hade utnämnts till tyska riksgrevar av kejsarens vikarie, kurfursten av Sachsen. Vid sin återkomst till Stockholm bodde hon en lång tid anonymt på Söder, medan Kochenska huset fick fortsätta stå förbomat, för att undvika "pöbelupplopp".

#### Riksdagen 1740-41

Hedvig Ulrika Taube (1714–1744) (Lorens Pasch d.ä.) - Nationalmuseum - 15235

Vid denna tidpunkt hade relationen till Ulrika Eleonora blivit mycket dålig.  Orsaken var uppenbarligen att Ulrika Eleonora var svartsjuk och att hennes stolthet var sårad. En annan orsak var uppenbarligen att Ulrika Eleonora, som karolinskt ortodox luteran, oroade sig för kungens själs salighet på grund av äktenskapsbrottet.  Hon hade reagerat starkt på Taubes återkomst till huvudstaden, och lagt sig till sängs och vägrat visa sig offentligt en tid efter. Vid juli midsommar riksdagen 1741, då Ulrika Eleonora befann sig på Karlbergs slott, tog prästeståndets talman biskop Benzelius upp frågan "som drottningen låtit förstå" att de skulle lägga fram, nämligen kungens äktenskapsbrott med Hedvig Taube.  Benzelius uppmanade prästeståndet att agera för att ställa "drottningens sörjande hjärta till freds".  Prästeståndet beslutade att sända två beskickningar: en, bestående av Henrik Benzelius och biskop Schröder, till kungen; en, bestående av doktor Allstrin och prosten Ristell till Hedvig Taube. Riddarholmskyrkans kyrkoherde Törning, som benämnde Taube "offentlig synderska" författade den skrift som skulle överräckas. Protestskriften innehöll en påminnelse om att kungen hade svurit på att behandla drottningen med respekt då hon abdikerade till hans förmån, och att hela landet nu sörjde över drottningens bedrövelse, samt oroade sig för kungens själs välfärd.  När skriften lästes upp för kungen i hans audiensrum, svarade han ilsket att han vägrade ta emot någon skrift, att han visste vad prästeståndet ville och att ständerna hade lovat att inte blanda sig i hans privatliv.  Efter upprepade försök tvingades han till slut ta emot skriften och lova bättring.
Biskop Schröder meddelade sedan detta för Ulrika Eleonora på Karlberg. Hon insisterade då på att ambassaden till Hedvig Taube också skulle fullföljas, och besvarade prästerskapets tvekan med orden: "När I som präster gören efter ert ämbete och samvete, så gören I säkrast, utan att vidare bry er om något".  
När prästerskapets delegation infann sig hos Hedvig Taube tidigt på morgonen, föregav hon sig sjuk och sängliggande i svindel. Delegationen insisterade och togs då emot i hennes sängkammare. Prästerna förklarade att hon som ogift mor till kungens barn väckte en sådan förargelse och utgjorde ett så dåligt exempel att hon för sin själs salighets skull måste upphöra med sin köttsliga synd.  Hedvig Taube svarade att hon inte kunde förstå varför ständerna intresserade sig för henne, då hon aldrig lade sig i politik.  Hon täckte sitt ansikte med ett stycke tyg, och svarade dem sedan gråtande: "Det hade varit väl, om dett blivit hindrat för tolf år sedan, då jag i mina unga år ej kunde vårda mig själv".  Prästerna uppmanade henne att lämna Stockholms omgivningar: "Fröken täckes ock försinna, huru högt hon förtörna sin och allas vår huldaste drottning, som grämer sig däröver, och fruktan värt, förkortar sin livstid med sorg, vårt kära fädernesland till obeskrivlig och obotlig skada".  Hedvig Taube ska ha svarat: "Jag har aldrig förstått, att Hennes Majestät varit onådig eller otålig häröver",  varpå de ska ha svarat: "Vi kunna försäkra Fröken, att så är, och hur kunde det annars vara?"  Prästerskapet uppläste sedan en botgöringsskrift. Hon gav inget löfte, men prästerna svarade jakande på hennes fråga om kungen fått samma meddelande, och lämnade skriften hos henne. Den innehöll som punkt fyra: "Att Fröken bör betänka, det hon med detta sitt uppförande i så lång tid har brutit och överträtt sin undersåtliga plikt mot Hennes K. M:t, som ej mindre är Frökens än allas vår hulda överhet".

#### Den sista tiden
Hedvig Taube återvände till Hochenska huset på Riddarholmen i Stockholm så snart riksdagen 1741 hade upplösts. Fram till sin död hade Ulrika Eleonora varit Fredriks tronföljare, eftersom hon abdikerat på villkor att efterträda honom ifall han skulle avlida före henne. Efter hennes död började man därför genast diskutera vem som skulle utses till Sveriges tronföljare. Hedvig Taube, som tack vare att det var det brittisk-hessiska partiet som fått henne utvisad senast, uppfattades som trogen hattarna och Frankrike, uppvaktades nu av de sistnämnda. Frankrikes ambassadör markis den Lanmary lät utnämna hennes söner till franska överstar med tanken att få hennes stöd för Frankrikes kandidat, Christian av Zweibrücken, i det kommande svenska tronföljarvalet.  Vid denna tid ska Taube ha haft förhoppningar om äktenskap med kungen och sina söner som tronföljare.  Hon ska dock slutligen stött Frankrikes kandidat och i utbyte fått en juvelbesatt servis.  29 mars 1742 förlänades hennes söner svensk grevevärdighet och introducerades på Riddarhuset, och 2 februari 1743 fick hon själv av den tysk-romerske kejsaren status av tysk riksgrevinna. Hon förlänades även Ekolsunds slott.
Under Dalupproret 1743, när dalbönderna tågade mot Stockholm, lämnade Hedvig Taube liksom Fredrik Gyllenborg, Carl Gustaf Tessin, Anders von Höpken och andra välkända personer ur hattpartiet staden i fruktan för sin personliga säkerhet.  Adolf Fredrik blev slutligen på rysk önskan vald till tronföljare. I december presenterades hon för tronföljaren, som besökte henne i hemlighet under natten i sällskap med kungen, Erland Broman och Hans Gustav Rålamb. Efter besöket ska tronföljaren ha sagt att han förstod kungen, och att han aldrig hade kunnat tro att Hedvig Taube var så vacker och ämabel.  Under hans besök hade hon bönfallit honom att beskydda henne och hennes barn efter kungens död.

### Död

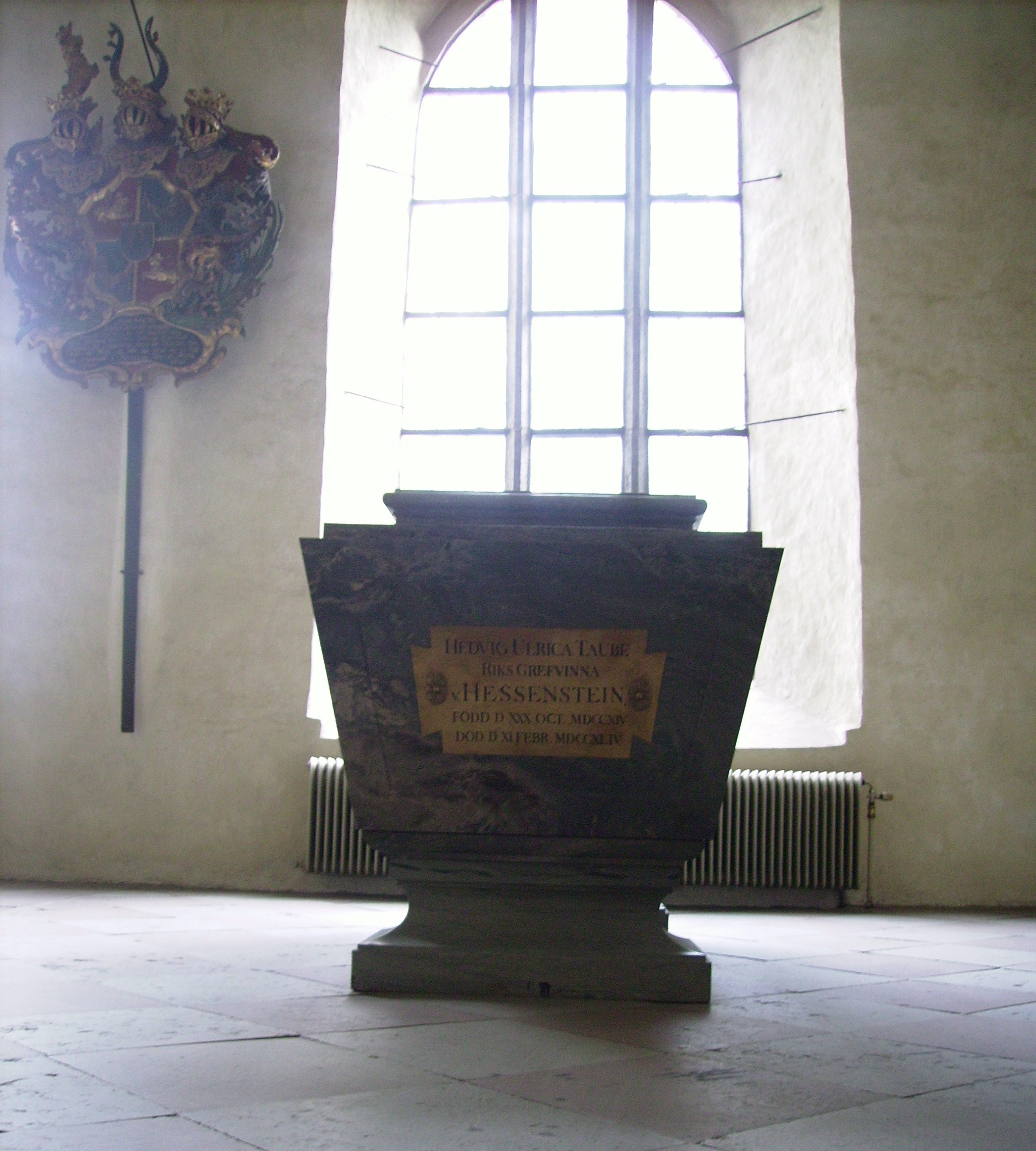
Hedvig Taubes grav i Strängnäs domkyrka.

Hedvig Taube avled endast nio dagar efter sin dotter Hedvig Amalias födelse. Därmed stäcktes (enligt historikern Carl Georg Starbäck) kungens planer på att, sedan han 1741 blivit änkling, kunna få gifta sig med Hedvig och få parets barn offentligt erkända.
Hon insjuknade i bröstböld och hög feber. Hon hade haft en mycket svår graviditet, under vilken hon hade hörts förbanna sin far och Erland Broman och kasta kungens presenter i väggen,  ett uppförande som tolkades som att hon ångrade sina synder. Hon ska under sjukdomen ha varit mycket rädd för helvetet och genom en av prästerna ha varnat kungen för att det skulle vara hans fel om hon kom till helvetet och att han skulle hamna där också om han inte bättrade sig.
Det gick ett rykte om att hon hade blivit förgiftad av kungens bror Wilhelm av Hessen, för att skydda den hessiska statskassan.
Hennes kista nedsattes i Falkenbergs gravkor i Vadsbro kyrka. Senare lät sonen Karl Edvard von Hessenstein flytta stoftet till Strängnäs domkyrka, där vilar hon bredvid sin dotter Hedvig Amalia von Hessenstein som gravsattes 1752.
Hennes kvarlåtenskap innefattade en förmögenhet i lösöre, särskilt juveler till ett värde av 469 149 dlr kmt: det mest värdefulla var ett briljantkors värt 60.000 dlr. Enligt bouppteckningen var rummen sparsamt inredda, men fint tapetserade i damast - de flesta rum i rött, stora förmaket i gult och sängkammaren i grönt - och ett bibliotek med både religiös literatur, franska fabler, historiska ämnen och biografier på franska och svenska. Hon ägde också en förgylld servis, troligen den som gavs henne i gåva av Frankrike, värd 13 953 dlr kmt. Hennes garderob innfattade 17 klänningar, nästan alla rosafärgade. 
Hela förmögenheten, som tillföll hennes far, uppgick till ett värde av 4.349.963 dlr kmt.
Efter Hedvig Taubes död 1744 letade man vid hovet efter en ersättare. Vid en fest i januari 1745 presenterades Fredrik för flera tänkbara kandidater, bland dem Beata Christiernin, en protegé till Tersmeden, som han en tid installerade i hemlighet i Hedvig Taubes före detta bostad. Han hade därefter en förbindelse med Brita Sofia Psilanderhielm, vars far Peter Psilanderhielm befordrades till hovintendent, och försökte också förgäves uppvakta Lovisa von Salza, vars far Jakob Ludvig von Salza sände henne till Danmark för att undvika Fredriks planer. Inga av dess förbindelser skulle komma att bli så varaktiga som den med Catarina Ebba Horn af Åminne, som skulle bli den som efterträdde Hedvig Taube som officiell mätress.

### Barn
1. Mamsell Ehrlich, född och död 1734
2. Fredrik Vilhelm von Hessenstein, född 1735, död 1808
3. Karl Edvard von Hessenstein, född 1737, död 1769
4. Hedvig Amalia von Hessenstein, född 1744, död 1752